# إدوارد ستريلتسوف
إدوارد ستريلتسوف (مواليد 21 يوليو 1937) هو لاعب كرة قدم. لعب مع منتخب الاتحاد السوفييتي لكرة القدم. سبق له أن لعب في الألعاب الأولمبية الصيفية 1956 مع منتخب بلاده.

## مسيرته الكروية
لعب إدوارد ستريلتسوف خلال مسيرته الاحترافية مع نادِ واحدٍ في إثني عشر موسمًا وسجل خلالها 99 هدفًا ضمن 222 مباراة. حيث فاز في موسم واحد بالكأس وفي موسم واحد بالدوري.
خاض إدوارد ستريلتسوف مسيرته مع نادي توربيدو موسكو في موسم 1954 ليلعب معه إثنا عشر موسمًا، مشاركًا في 222 مباراة سجل خلالها 99 هدفًا.

## روابط خارجية
- إدوارد ستريلتسوف على موقع الاتحاد الدولي (مؤرشف)  (الإنجليزية)
- إدوارد ستريلتسوف على موقع الاتحاد الأوربي (الإنجليزية)
- إدوارد ستريلتسوف على موقع قاعدة بيانات كرة القدم.إي يو (الإنجليزية)
- إدوارد ستريلتسوف على موقع ناشيونال فوتبول تيمز (الإنجليزية)
- إدوارد ستريلتسوف على موقع عالم كرة القدم.نت (الإنجليزية)
- إدوارد ستريلتسوف على موقع أوليمبيديا (الإنجليزية)